# WASP-46
WASP-46 är en ensam stjärna i mellersta delen av stjärnbilden Indianen. Den har en skenbar magnitud av ca 12,9 och kräver ett kraftfullt teleskop för att kunna observeras. Baserat på parallaxmätning inom Hipparcosuppdraget på ca 2,6 mas, beräknas den befinna sig på ett avstånd på ca 1 240 ljusår (ca 379 parsek) från solen. Den rör sig närmare solen med en heliocentrisk radialhastighet på ca -3 km/s.

## Egenskaper
WASP-46 är en gul till vit stjärna i huvudserien av spektralklass G6 V. Den har en massa som är ca 0,96 solmassa, en radie som är ca 0,92 solradie och har en effektiv temperatur av ca 5 600 K.
WASP-46 har, trots dess höga ålder, en snabb rotation som drivs av tidvatteneffekt från en jätteplanet i omlopp på en snäv bana. Stjärnan visar överskott av ultraviolett strålning från aktivitet av stjärnfläckar och misstänks vara omgiven av en stoftskiva.

## Planetsystem
År 2011 upptäcktes en transiterande het superjupiter exoplanet, WASP-46 b. Planetens jämviktstemperatur är 1 636 ± 44 K. Den uppmätta temperaturen på dagsidan år 2014 var mycket högre och låg på 2 386 K, vilket tyder på en mycket dålig värmefördelning över planeten. Ommätningen av planettemperaturen vid dagsidan år 2020 har resulterat i lägre avläst nivå av 1 870 +130−120 K.
År 2017 gav en sökning efter transittidsvariation av WASP-46b noll resultat, vilket utesluter förekomsten av ytterligare gasjättar i systemet. Någon minskning av omloppstiden för WASP-46 b kunde inte heller observeras.
| Planet | Massa              | Halv storaxel (AE) | Siderisk omloppstid (d) | Excentricitet | Inklination   | Radie                   |
| ------ | ------------------ | ------------------ | ----------------------- | ------------- | ------------- | ----------------------- |
| b      | 1,91 +0,11−0,06 MJ | 0,02335 ± 0,00063  | 0,1,430370 ± 0,0000023  | 0             | 82,63 ± 0,38° | 1,174 + 0,033−0,0017 RJ |